# What's Your Fantasy
"What's Your Fantasy" je pjesma američkog pjevača Ludacrisa. Objavljena je kao prvi singl s njegovog debitantskog albuma Back for the First Time 12. rujna 2000. godine. u izdanju diskografskih kuća Disturbing tha Peace i Def Jam Recordings. U pjesmi gostuje pjevačica Shawnna.

## "What's Your Fantasy" (Remix)
U službenom remiksu pjesme pojavljuju se Trina, Shawnna i Foxy Brown.
Pjesma je na ljestvici 100 najboljih pjesama hip hopa od VH1 zauzela 58. poziciju. [nedostaje izvor]

## Top liste
| Top lista (2000.)                              | Najviša pozicija |
| ---------------------------------------------- | ---------------- |
| SAD Billboard Hot 100                          | 21               |
| SAD Billboard Hot R&B/Hip-Hop Singles & Tracks | 10               |
| SAD Billboard Hot Rap Singles                  | 5                |
| SAD Billboard Rhythmic Top 40                  | 5                |
| SAD Billboard Top 40 Tracks                    | 26               |
| Ujedinjeno Kraljevstvo                         | 19               |